# Ramularia armoraciae
Ramularia armoraciae är en svampart som beskrevs av Fuckel 1870. Ramularia armoraciae ingår i släktet Ramularia och familjen Mycosphaerellaceae.   Inga underarter finns listade i Catalogue of Life.